# Socialistiska ungdomsinternationalen

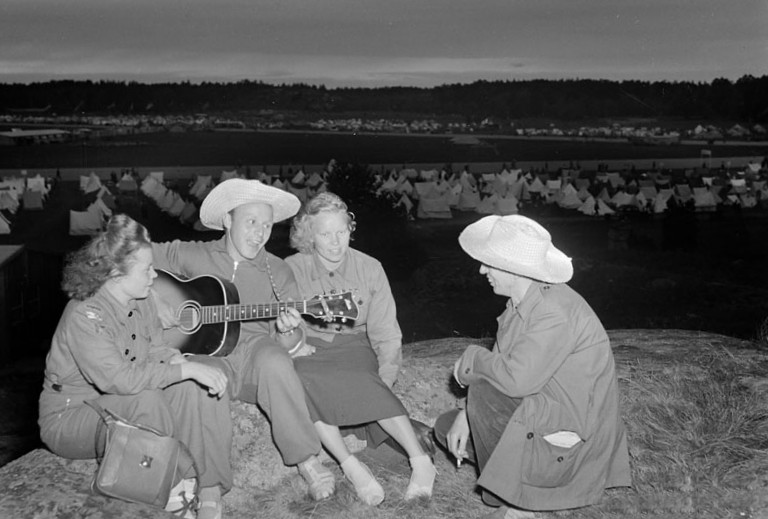
Ungdomslägret på Skarpnäcksfältet i juli 1950.

Socialistiska ungdomsinternationalen (engelska: International Union of Socialist Youth, IUSY) är en paraplyorganisation för socialistiska och socialdemokratiska ungdomsorganisationer och studentförbund från över 100 länder. Den har sedan 1993 konsultativ status i FN:s ekonomiska och sociala råd (ECOSOC). IUSY räknas som en syskonorganisation till Socialistinternationalen. Sveriges socialdemokratiska ungdomsförbund (SSU) är en av IUSY:s medlemsorganisationer.

## Organisation
IUSY leds av ett presidium och en generalsekreterare med sekretariat i Wien i Österrike. Organisationen bygger på regionala kommittéer; European Committee, African Committee, American Committee och Asia-Pacific Committee samt ett antal underkommittéer; Mediteranian Committee och Balkan Round Table. Kommittéerna har egna möten och egen verksamhet. En viktig organisation kopplad till IUSY är YES (Young European Socialists), tidigare ECOSY (European Community Organisation of Socialist Youth), där huvuddelen av de europeiska medlemmarna är med. YES är ingen formell del av IUSY:s organisation.
IUSY:s nuvarande ordförande Viviana Piñeiro valdes 2010 under kongressen på SSU:s kursgård Bommersvik. SSU:aren Johan Hassel avslutade sin tid som generalsekreterare 2012 vid kongressen i Asunción då Beatriz Talegón valdes som efterträdare.

## Historia
År 1907 bildades the Socialist Youth International (SYI) i Stuttgart som en ungdomsorganisation till Andra internationalen. Bildandet av den kommunistiska Tredje internationalen (Komintern) år 1919 ledde till att de socialistiska ungdomsorganisationerna splittrades i tre organisationer: en kommunistisk, en socialistisk och en socialdemokratisk. De socialistiska och socialdemokratiska organisationerna slöt sig samman och återbildade ungdomsinternationalen 1923. Innan och under andra världskriget sargades organisationen när de inte lyckades kompromissa om hur de skulle möta hotet från fascismen och huruvida det skulle involvera ett samarbete med kommunisterna.
Efter andra världskriget slöt organisationerna sig samman återigen, nu under namnet International Union of Socialist Youth. Organisationen har existerat i dess nuvarande form sedan kongressen i Paris den 20 september 1946.
År 1950 samlades 15 000 ungdomar från 30 länder på Skarpnäcksfältet i södra Stockholm på ett internationellt läger varifrån en film, "Sången till friheten" spelades in.

## Ledande personer

### Ordförande
- 1946 Bob Molenaar (Nederländerna)
- 1948 Peter Strasser (Österrike)
- 1954 Nath Pai (Indien)
- 1960 Kyi Nyunt (Burma)
- 1966 Wilbert Perera (Ceylon, nuvarande Sri Lanka)
- 1969 Luis A. Carello (Argentina)
- 1971 Raphael Albuquerque (Dominikanska republiken)
- 1973 Luis Ayala (Chile)
- 1975 Jerry Svensson (Sverige)
- 1977 Alejandro Montesino (Chile)
- 1979 Hilary Barnard (Storbritannien)
- 1981 Milton Colindres (El Salvador)
- 1983 Kirsten Jensen (Danmark)
- 1985 Joan Calabuig (Spanien)
- 1989 Sven-Eric Söder (Sverige)
- 1991 Roger Hällhag (Sverige)
- 1995 Nicola Zingaretti (Italien)
- 1997 Umberto Gentiloni (Italien)
- 1999 Alvaro Elizalde (Chile)
- 2004 Fikile Mbalula (Sydafrika)
- 2008 Jacinda Ardern (Nya Zeeland)
- 2010 Viviana Piñeiro (Uruguay)
- 2014 Felipe Jeldres (Chile)
- 2016 Howard Lee Chuan How (Malaysia)
- 2018 Johanna Ortega (Paraguay)

### Generalsekreterare
- 1946 Per Hækkerup (Danmark)
- 1954 Kurt Kristiansson (Sverige)
- 1960 Per Aasen (Norge)
- 1963 Sture Ericson (Sverige)
- 1966 Jan Hækkerup (Danmark)
- 1969
- 1971 Jerry Svensson (Sverige)
- 1973 Johan Peanberg (Sverige)
- 1975 Friedrich O.J. Roll (Tyskland)
- 1977 Owe Fich (Danmark)
- 1979 Jukka Oas (Finland)
- 1981 Bengt Ohlsson (Sverige)
- 1983 Robert Kredig (Tyskland)
- 1985 Dirk Drijbooms (Belgien)
- 1989 Ricard Torrell (Spanien)
- 1993 Alfredo Remo Lazzeretti (Argentina)
- 1997 Lisa Pelling (Sverige)
- 2001 Enzo Amendola (Italien)
- 2006 Yvonne O'Callaghan (Irland)
- 2009 Johan Hassel (Sverige)
- 2012 Beatriz Talegón (Spanien)
- 2014 Evin Incir (Sverige)
- 2016 Alessandro Pirisi (Italien)
- 2018 Ana Pirtskhalava (Georgien)

## Kongresser
- 1946 Paris (Frankrike)
- 1948 Leuven (Belgien)
- 1951 Hamburg (Västtyskland)
- 1954 Köpenhamn (Danmark)
- 1957 Rom (Italien)
- 1960 Wien (Österrike)
- 1963 Oslo (Norge)
- 1966 Wien (Österrike)
- 1969 Rom (Italien)
- 1973 Valletta (Malta)
- 1975 Bryssel (Belgien)
- 1977 Stuttgart (Västtyskland)
- 1979 Frankfurt (Västtyskland)
- 1981 Wien (Österrike)
- 1983 Jørlunde (Danmark)
- 1985 Sevilla (Spanien)
- 1987 Bryssel (Belgien)
- 1989 Bommersvik (Sverige)
- 1991 Seč (Tjeckoslovakien)
- 1993 Montevideo (Uruguay)
- 1995 Modena (Italien)
- 1997 Lillehammer (Norge)
- 1999 Hamburg (Tyskland)
- 2001 Johannesburg (Sydafrika)
- 2004 Budapest (Ungern)
- 2006 Esbjerg (Danmark)
- 2010 Bommersvik (Sverige)
- 2012 Asunción (Paraguay)
- 2014 Köpenhamn (Danmark)
- 2016 Tirana (Albanien)
- 2018 Budva (Montenegro)